# Ligia malleata
Ligia malleata is een pissebed uit de familie Ligiidae. De wetenschappelijke naam van de soort is voor het eerst geldig gepubliceerd in 1889 door Pfeffer.